# 東洋炭素
東洋炭素株式会社（とうようたんそ、英: TOYO TANSO CO., LTD.）は、大阪府大阪市北区に本社、西淀川区に本店を置く、等方性黒鉛などの炭素製品、セラミックス、ガス発生装置の製造をおこなう企業である。東証プライム上場。

## 会社概要
耐熱性、耐薬品性、熱伝導性に優れた素材である等方性黒鉛の生産において、日本国内で5割、世界シェアは3割で首位に位置する。
等方性黒鉛は、その性質から、原子力、宇宙船、半導体、太陽電池など利用用途が広い。同社はこの等方性黒鉛の大型生産技術を1974年に日本で初めて開発したことで知られる。等方性黒鉛の生産能力を2009年秋までに、ほぼ倍の年15,000トンに引き上げる予定である。
香川県観音寺市・三豊市、福島県いわき市に工場が、観音寺市に研究所がある。

## 沿革
- 1947年7月 - 近藤カーボン工業として設立。
- 1949年11月 - 東洋炭素に商号を変更。
- 1961年2月 - 後に東炭化工となる四国工場を新設。
- 1980年5月 -  四国工場を東炭化工として分社。
- 1987年4月 - アメリカ合衆国にTTA,INCを設立。
- 1988年8月 - フランスにGRAPHITES TECHNOLOGIE et INDUSTRIE S.A.を設立。
- 1991年
  - 4月 - イタリアにGRAPHITE TECHNOLOGY APPLICATIONS S.R.L.を設立。
  - 5月 - ドイツにGTD GRAPHIT TECHNOLOGIE GmbHを設立。
  - 11月 - アメリカにTOYO TANSO USA,INCを設立。
- 1994年 - 中華人民共和国に上海東洋炭素有限公司と設立。
- 1997年1月 - イタリアのROGNONI S.p.A.を完全子会社化し、TOYO TANSO EUROPE S.p.Aに商号を変更。
- 1998年2月 - 近藤興産と合併。
- 1999年9月 - 大和田カーボン工業を完全子会社化。
- 2003年9月 - 中国に上海東洋炭素工業有限公司を設立。
- 2006年
  - 3月29日 - 東京証券取引所の第一部に上場。
  - 9月 - TOYO TANSO KOREA CO.,LTD.を設立。
- 2007年12月 - 本社を大阪市北区梅田に移転。旧本社を「近藤照久記念東洋炭素総合開発センター」に、大野原技術開発センターを「東洋炭素生産技術センター」にそれぞれ改組。
- 2008年3月 - 「TOYO TANSO (THAILAND) CO., LTD.」設立。
- 2010年8月 - 「TOYO TANSO SINGAPORE PTE. LTD.」設立。
- 2011年3月 - 「TOYO TANSO INDIA PRIVATE LIMITED」設立。
- 2013年
  - 4月 - 「TOYO TANSO GRAFIT VE KARBON URUNLERI SAN. VE TIC. A.S. (TOYO TANSO GRAPHITE AND CARBON PRODUCTS INDUSTRY AND COMMERCIAL A.S)」設立。
  - 11月5日 - 本社を大阪市西淀川区竹島に移転。
- 2015年
  - 5月 - 「PT. TOYO TANSO INDONESIA」設立。
  - 12月 - 「TOYO TANSO MEXICO S.A. DE C.V.」設立。
- 2024年（令和6年）1月 - 本社を大阪市北区の大阪梅田ツインタワーズ・サウス16階に移転[3][4]

## 同業他社
- 黒鉛関係
  - 東海カーボン株式会社
  - 日本カーボン株式会社
  - SECカーボン株式会社
  - 昭和電工株式会社

- 炭素繊維強化炭素複合材料関係（C/Cコンポジット）
  - 日本カーボン株式会社
  - 株式会社CFCデザイン

- 膨張黒鉛関係
  - 日本カーボン株式会社